# Henryk Roguski
Henryk Roguski (ur. 15 stycznia 1912 w Warszawie, zm. 2 marca 1981 w Warszawie) – polski lekkoatleta chodziarz i maratończyk.
Dwukrotnie zdobył brązowe medale  mistrzostw Polski w chodzie na 50 km w 1932 i 1933. W 1933 zajął 5. miejsce w mistrzostwach Polski w biegu maratońskim, a w 1934 4. miejsce w chodzie na 50 km.
Rekordy życiowe:
- bieg maratoński – 3:49:06,0 (30 września 1928, Bydgoszcz)
- chód na 50 km – 5:29:00,0 (1 października 1933, Łuck)

Był zawodnikiem klubów Policyjny KS Katowice (1928), Strzelec Warszawa (1932 i 1934) i Pocztowy KS Warszawa (1933).
Po II wojnie światowej był pracownikiem Związku Spółdzielni Pracy Metalowców w Warszawie.
Zmarł 2 marca 1981 w Warszawie i został pochowany na Cmentarzu Komunalnym Północnym(kwatera W-IV-6, rząd 8, grób 19)